# Weißenhof (Eppishausen)
Weißenhof ist ein Ortsteil der oberschwäbischen Gemeinde Eppishausen. Der Ort liegt etwa sechs Kilometer nordöstlich des Hauptortes Eppishausen und ist mit diesem durch die Staatsstraße 2027 und die Kreisstraße MN 3 verbunden. Westlich und östlich grenzt an den Ort der Landkreis Augsburg, nördlich befindet sich das Waldstück Weiherholz, im Süden das Waldstück Mühlholz. Westlich des Gehöfts verläuft die Zusam. 
Der Ort wurde 1623 erstmals erwähnt und nach seinem Bebauer benannt. Der auf einer Anhöhe liegende Ort gelangte 1490 an die Herrschaft Kirchheim. Mit dem Reichsdeputationshauptschluss kam der Ort zur Gemeinde Könghausen, mit dem er 1972 in die Gemeinde Eppishausen eingemeindet wurde. 